# 益川敏英
益川敏英（日语：／ Masukawa Toshihide ?，1940年2月7日—2021年7月23日），日本物理學家，名古屋大學理學博士，京都大学名誉教授，專長基本粒子理論。
益川教授以提出小林-益川模型而聞名於世，並因此與小林誠及南部陽一郎共同獲得2008年的諾貝爾物理學獎。

## 生平
1940年，益川敏英出生於日本愛知縣名古屋市中川區，父母則是經營家具製造業。在第二次世界大戰結束後，因為位於中川區的老家受到破壞，於是他在名古屋市的昭和區及西區度過少年時代，家中則以砂糖批發維生。
1962年，益川敏英毕业于名古屋大学理学院。益川敏英從大學部畢業後，進入坂田昌一領導的實驗室進行博士研究，並順利在1967年獲得博士學位。益川敏英也曾在京都大學基礎物理學研究所及東京大學原子核研究所擔任教職。
2021年7月23日，益川敏英在京都因上颚牙龈癌去世，享年81岁。

## 学术研究
他與名古屋大學的學弟小林誠於1973年提出小林-益川矩阵，用來解釋弱相互作用中的電荷宇稱對稱性破缺。當時他與小林誠在日本科學雜誌《理論物理學進展》共同發表的一篇討論對稱性破缺文章－《弱相互作用可重整化理論中的CP破壞》（CP Violation in the Renormalizable Theory of Weak Interaction）。截至2006年，该论文是歷史上被引用次數第三多的高能物理相關文章。
2003年4月，益川敏英成為京都大學名譽教授，並於當月開始在京都产业大学理學院擔任教授。益川敏英在2008年因小林-益川模型的貢獻與小林誠及南部陽一郎共同獲得2008年的諾貝爾物理學獎。他在12月參加瑞典斯德哥爾摩的諾貝爾獎頒獎典禮時，因為不擅長以英語演講，所以改用日語發表得獎感言。這也是益川敏英生平首次離開日本國土。在諾貝爾獎頒獎典禮中，授獎人首次以全程日語朗讀頌詞，以表達對益川敏英的敬意。

### 學術系譜

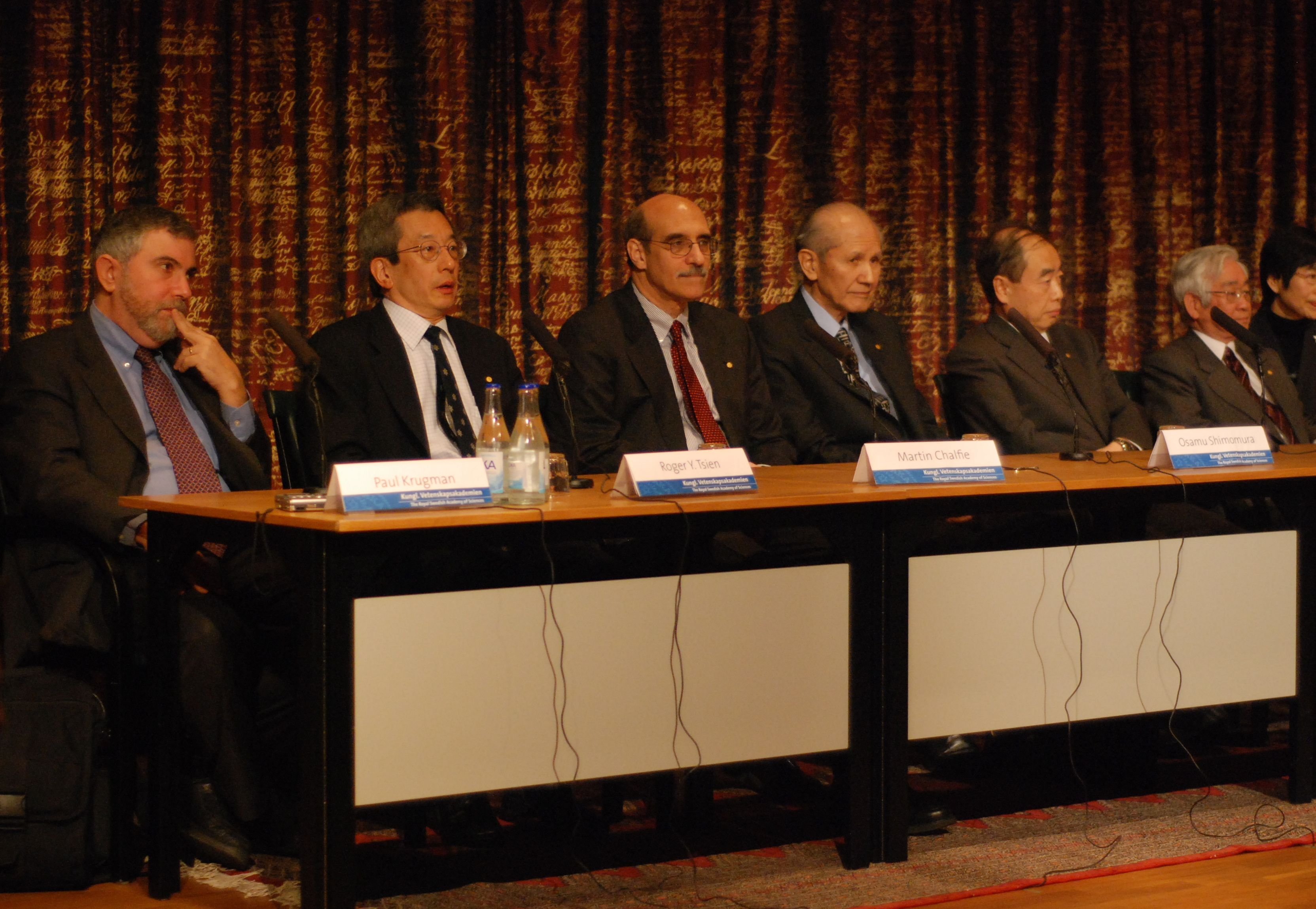
保羅·克魯格曼、錢永健、马丁·查尔菲、下村脩、小林誠、益川敏英，2008年諾貝爾獎得主在瑞典皇家科學院召開記者會

在日本人的諾貝爾物理學獎系譜中，益川敏英的位置在：
湯川秀樹（1949年獲獎）＝＞指導坂田昌一（未獲獎）＝＞指導小林誠、益川敏英（2008年獲獎）
朝永振一郎（1965年獲獎）＝＞指導南部陽一郎（2008年獲獎）＝＞影響小林誠、益川敏英（2008年獲獎）
南部陽一郎亦受到坂田昌一的影響，小林誠是益川敏英的學弟。
2014年10月，天野浩獲得諾貝爾物理學獎後，益川與名大記者會現場連線，嘉許這位傑出的學弟。翌年1月30日，益川又對媒體表示：「看到天野教授的活躍，使得我想再推進自己的研究。」
2015年7月，南部陽一郎教授逝世後，益川敏英發言稱：「南部先生是日本最偉大的物理學家，我認為，他甚至在湯川秀樹、朝永振一郎之上。」

## 社會活動
益川敏英於1997年至2000年間擔任日本學術會議的會員。益川敏英的家在名古屋大空襲中受到美軍投擲凝固汽油彈的攻擊，且受到湯川秀樹（曾經在1955年簽署《羅素—愛因斯坦宣言》）及朝永振一郎的影響，所以他一直热衷於和平運動。
反對安倍《特定秘密保護法》
2013年，為反對日本首相安倍晉三強推《特定秘密保護法》，白川英树與益川敏英这2名日本人諾貝爾獎得主領銜31名學者共同成立「反對特定秘密保護法案學者會議」。該組織聲明要求日本眾議院使《特定秘密保護法》即刻作廢：
「（該法案可）直接剝奪思想自由與新聞自由，向戰爭突進的姿態就像戰前的政府」
「基於知識與良知，反對敞開『秘密國家』・『軍事國家』道路的法案」
反對安倍解禁集體自衛權
2015年6月，益川敏英再次發言批評安倍政權。益川認為當局透過「曲解憲法第九條」解禁集體自衛權、實現美日軍事同盟，是投機取巧之舉，安倍應回到小學將語文重新學好。益川亦主張200年後的人類世界將不再有戰爭。

## 荣誉
1994年1月，益川敏英获朝日獎。
2001年11月，益川敏英获选为文化功劳者。
2008年10月3日，益川敏英获文化勳章表彰。
2008年12月，益川敏英与小林诚及南部阳一郎共同获得诺贝尔物理学奖。

## 外部連結
- （英文）Progress of Theoretical Physics （页面存档备份，存于）
- （日語）世界を変えた一つの論文～ 小林・益川理論 ～ - 小林と益川の1973年の論文の解説。
- （日語）会員個人情報|日本学士院 （页面存档备份，存于）
- （日語）名古屋大学 素粒子宇宙起源研究機構（KMI） （页面存档备份，存于）
- （日語）京都産業大学 益川塾 （页面存档备份，存于）
- （日語）益川敏英 京都大学名誉教授がノーベル物理学賞を受賞（2008年10月7日）京都大学 （页面存档备份，存于）
- （日語）研究最前線からのメッセージ 番外編 益川敏英名誉教授 京都大学 （页面存档备份，存于）
- （日語）九条科学者の会 （页面存档备份，存于） 益川は呼びかけ人の一人である

- 益川先生、ノーベル賞を語る&t=0h0m0s YouTube上的（ノーベル賞受賞後、京都大学で行われた講演の様子。益川は動画の12分ごろから登場する。京都大学オープンコースウェアより。）